# Wonderwall Music
Wonderwall Music es el primer álbum de estudio del músico británico George Harrison, publicado por Apple Records el 1 de noviembre de 1968. El disco, que fue la banda sonora del largometraje Wonderwall, fue también el primer trabajo en solitario de un miembro de The Beatles y el primero publicado por Apple tras su fundación. Las canciones son en su mayoría piezas instrumentales grabadas entre noviembre de 1967 y febrero de 1968 en sesiones que tuvieron lugar en los Abbey Road Studios de Londres y en la ciudad india de Bombay. Después de comenzar a usar instrumentos indios con The Beatles desde 1965, Harrison utilizó la banda sonora para promocionar la música clásica de India e introducir en Occidente instrumentos musicales poco conocidos como el shehnai, el sarod y el santoor.
El principal colaborador de Harrison en el proyecto fue el pianista y arreglista John Barham, junto a otros participantes indios como Aashish Khan, Shivkumar Sharma y Mahapurush Misra. El músico también incluyó una porción instrumental más cercana al rock con las colaboraciones de Tony Ashton, Eric Clapton, Ringo Starr y Peter Tork. La portada incluyó una pintura del artista estadounidense Bob Gill en la que, de forma similar a la película de Joe Massot, contrastan dos mundos separados por un muro, con solo un pequeño hueco que permite el contacto visual entre ambos. Entre una serie de imprecisiones en los créditos de Wonderwall Music, Harrison omitió su nombre en la lista del personal, lo que llevó a suponer que solo había producido y arreglado el álbum; sin embargo, declaraciones posteriores de los músicos participantes reconocieron su contribución como guitarrista y teclista.
Durante las sesiones de Wonderwall Music, Harrison grabó otras piezas musicales que aparecieron en la película pero no en la banda sonora, así como «The Inner Light», una canción de The Beatles cuya pista básica fue registrada en Bombay. Aunque el lanzamiento de Wonderwall Music en noviembre de 1968 marcó un distanciamiento temporal de Harrison con la música india, inspiró también su colaboración posterior con Ravi Shankar en el Festival de Música de la India en 1974.
Tras su publicación, y aunque fue visto como una especie de «curiosidad» por críticos de música rock, Wonderwall Music fue reconocido por su creatividad a la hora de fusionar sonidos occidentales y orientales y por ser un precursor del world music. Además, el título del álbum inspiró la canción de Oasis «Wonderwall», y su música influyó en el sonido de la banda de britpop Kula Shaker. Sin embargo, desde el punto de vista comercial, el álbum solo llegó al puesto 49 en la lista estadounidense Billboard 200 y no entró en la lista de discos más vendidos del Reino Unido. En septiembre de 2014, fue remasterizado y reeditado como parte de The Apple Years 1968-75, una caja recopilatoria que incluyó los seis discos de estudio de Harrison publicados con Apple Records.

## Trasfondo
Wonderwall Music, banda sonora del largometraje de Joe Massot Wonderwall, supuso el primer proyecto musical de George Harrison al margen de The Beatles y fue creado durante un periodo en el que volvió a retomar su interés por la música clásica de India. Su grabación coincidió también con una etapa en la que Harrison mostró un menor interés por las últimas actividades de su grupo, principalmente el álbum Sgt. Pepper's Lonely Hearts Club Band y la película Magical Mystery Tour.
Después de conocer a The Beatles durante el rodaje de la película Help! en 1965, Massot ofreció a Harrison el proyecto de componer la banda sonora de Wonderwall dos años después, una vez que The Bee Gees rechazaron participar en ella. Harrison vio el largometraje en los Twickenham Film Studios y se sintió «intrigado» por la historia, en la que un profesor solitario, interpretado por el actor Jack MacGowran, se obsesiona por su vecina, una modelo de la revista Vogue interpretada por Jane Birkin, a la que ve a través de un agujero en la pared que separa sus apartamentos. El biógrafo Simon Leng escribió sobre la película: «La falta de diálogo deja espacio a la música para hablar, y una pizca de apoteosis cósmica también ayuda. Wonderwall tocó temas que preocupaban a Harrison –principalmente, la objetivación de las celebridades y la superficialidad de la fama–».

## Composición
Harrison, que contó con pleno control artístico en el proyecto, utilizó la banda sonora como una oportunidad para introducir una vez más la música oriental en Occidente. Después de usar instrumentos musicales de la India como el sitar, la tambura y la tabla en su trabajo con The Beatles, decidió utilizar instrumentos menos conocidos para grabar Wonderwall Music. Dichos instrumentos incluyeron el shehnai, un instrumento parecido al oboe usado en ceremonias religiosas; el sarod, similar a un laúd; y el santoor, un tipo de dulcimer con un máximo de cien cuerdas. De forma paralela, preparó también canciones de rock para fusionar con instrumentos orientales.
El principal colaborador de Harrison en el proyecto fue John Barham, un arreglista y pianista de formación clásica que anotaba las melodías que Harrison cantaba y las transcribía en partituras para los músicos de la India. Leng describió a Barham como un «compañero de viaje», debido a la apreciación que ambos músicos compartían por la música clásica de la India. El escritor también comentó que, dado que Harrison necesitaba un colaborador que «empatizara con sus ideas musicales», Barham fue una elección natural en detrimento de George Martin, productor de The Beatles. Toda la música de Wonderwall Music fue compuesta por Harrison usando en su mayoría instrumentos como el piano y el órgano, en lugar de la guitarra, al igual que canciones del mismo periodo como «Within You Without You» y «Blue Jay Way».

## Grabación

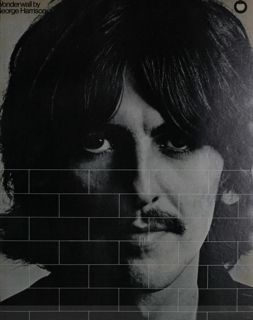
Anuncio de Wonderwall Music en Billboard.

La grabación de Wonderwall Music comenzó el 22 de noviembre de 1967 en los Abbey Road Studios de Londres. Ese día, Harrison grabó con los flautistas Richard Adeney y Jack Ellory varias piezas instrumentales tituladas «Swordfencing», «India», «Backwards Tabla» y «Backwards Tones». Un día después, trabajó nuevamente sobre las canciones del día anterior con un grupo que incluyó a dos trompetistas, dos flautistas y un oboísta. Los autores Chip Madinger y Mark Easter sugieren que algunas de estas grabaciones fueron utilizadas como pistas musicales en la película pero excluidas del álbum, mientras que «Swordfencing» fue incorporada a «Dream Scene» dentro de la banda sonora. Las sesiones del álbum, las primeras en las que Harrison figuró oficialmente como productor, continuaron en Abbey Road los días 11, 20 y 31 de diciembre.
Después de otra sesión en Londres con músicos de la India el 5 de enero de 1968, Harrison viajó a Bombay para grabar el resto del álbum entre los días 9 y 13 de enero en los HMV Studios. En contraste con la grabación multipista llevada a cabo en Abbey Road, la música en Bombay fue registrada en una grabadora de dos pistas. En el libro The Beatles Anthology, el músico recordó que Bhaskar Menon, director general de EMI en India, llevó personalmente una grabadora estéreo desde Calcuta a Bombay en tren. La insonorización de los HMV Studios de Bombay fue igualmente inadecuada, lo que provocó que el ruido del tráfico en la calle apareciese en temas como «In the Park».
Después de regresar a Inglaterra el 18 de enero, Harrison continuó grabando Wonderwall Music en los Abbey Road Studios. Según el musicólogo Walter Everett, gran parte del trabajo fue realizado el 30 de enero. Las mezclas comenzaron un día después, y una última sesión de sobregrabaciones fue llevada a cabo el 11 de febrero, durante la cual se añadieron efectos de sonido a «Dream Scene». Harrison terminó su trabajo con Wonderwall Music antes de regresar a la India el 15 de febrero para participar en un curso de meditación trascendental de Maharishi Mahesh Yogi junto a John Lennon.
Además de las canciones incluidas en Wonderwall Music, Harrison también grabó la pista musical de «The Inner Light», publicada como cara B de «Lady Madonna», el último sencillo de The Beatles con Parlophone. Otro producto de las sesiones de Londres fue la canción de The Remo Four «In the First Place», aunque permaneció inédita hasta finales de la década de 1990.

## Músicos participantes

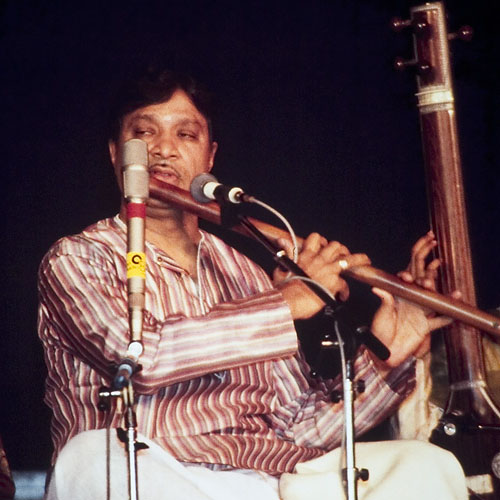
Hariprasad Chaurasia participó en Wonderwall Music tocando el bansuri.

Antes de la reedición de Wonderwall Music en septiembre de 2014, autores como Bruce Spizer y Peter Lavezzoli habían señalado que los créditos del álbum eran inexactos o incompletos. Spizer suministró información de los músicos que participaron canción por canción, varios de ellos omitidos en los créditos oficiales, mientras que Lavezzoli observó que varios de los nombres indios estaban mal escritos. Por otra parte, Walter Everett ofreció una lista completa de instrumentos musicales indios usados en el álbum, de los cuales la tambura, el swarmandal y el dilruba no aparecen en los créditos originales.
El nombre de Harrison tampoco aparecía entre la lista de artistas intérpretes del álbum, lo cual sugería que solo había participado como productor y arreglista. Tras preguntar a John Barham durante la redacción del libro While My Guitar Gently Weeps, el biógrafo Simon Leng acreditó a Harrison como artista intérprete, hecho que también recogió Spizer. La ausencia del músico en los créditos fue corregida en la reedición de 2014, donde aparece como guitarrista y pianista.

### Músicos indios
Después de contratar a músicos de Londres para tocar en «Love You To» y «Within You Without You», Harrison decidió «ir a la fuente original» y trabajar con los mejores músicos de la India, según Leng. Por su parte, tal y como escribió Alan Clayson, los músicos indios se mostraron «fascinados» de seguir las normas occidentales sobre la armonía en las composiciones de Harrison. La lista de músicos indios incluyó a Aashish Khan y a Mahapurush Misra, cuyas contribuciones fueron grabadas en los Abbey Road Studios después de llegar a Londres en diciembre de 1967.
Los músicos de Bombay fueron reclutados por Shambu Das, estudiante de Ravi Shankar al igual que Harrison y Barham. Harrison había enviado un telegrama a Das el 29 de diciembre de 1967 pidiéndole «dos o tres shehnai, tres sitar y un dha shanhai» para las sesiones. Los músicos encargados de tocar el shehnai fueron Sharad Kumar y Hanuman Jadev, mientras que Vinayak Vora se encargó del tar shehnai. Por otra parte, Shambu Das e Indril Bhattacharya tocaron el sitar, Chandrashekhar Naringrekar el surbahar y Shankar Ghosh —presente en los créditos originales de 1968 como sitarista— la tabla. Rijram Desad, un multiinstrumentista cuyo trabajo anterior incluyó la composición de música cinematográfica y ballets con vocalistas como Lata Mangeshkar, tocó el armonio y el tabla tarang. Por otra parte, Shivkumar Sharma contribuyó tocando el santoor, mientras que S. R. Kenkare y Hariprasad Chaurasia tocaron los bansuris. Sin embargo, el segundo no aparece en los créditos originales del álbum.

### Músicos occidentales
Entre la lista de músicos occidentales, John Barham colaboró sustancialmente en las sesiones de Londres tocando el piano, el armonio y el fliscorno y proporcionando los arreglos para flautas, oboes y trompetas. Harrison también contó con la presencia de The Remo Four, un grupo oriundo de Liverpool formado por Colin Manley (guitarra), Tony Ashton (teclados), Phillip Rogers (bajo) y Roy Dyke (batería). Además de contribuir tocando el tack piano y el órgano, Ashton también ayudó en la mayoría de partes de melotrón del álbum.
El álbum también incluyó la participación del batería Ringo Starr y del guitarrista Eric Clapton en la canción «Ski-ing», así como de Peter Tork, miembro de The Monkees, tocando el banjo. Acreditado solo en la edición estadounidense bajo el seudónimo de Eddie Clayton, Wonderwall Music fue la primera de varias colaboraciones entre Clapton y Harrison durante los tres años siguientes. El disco también contó con la presencia de Simon Posthuma, Marijke Koger y Josje Leeger, miembros del equipo de diseño The Fool, que crearon los decorados de temática psicodélica para la película de Massot. Finalmente, Tommy Reilly, conocido por su melodía de la serie de televisión Dixon of Dock Green, tocó la armónica en el álbum a sugerencia del productor George Martin.

## Estreno deWonderwall
Harrison acudió al estreno mundial de Wonderwall en el Festival de Cannes el 17 de mayo de 1968 acompañado de su esposa Pattie Boyd, de Ringo Starr y de Jane Birkin. Después de que los productores de la película rechazasen comprar los derechos de la banda sonora, Harrison decidió publicar Wonderwall Music con Apple Records, la nueva compañía discográfica de The Beatles, lo cual lo convirtió en el primer lanzamiento de Apple así como el primer disco en solitario de un miembro de The Beatles.
Según el autor Ian Inglis, Massot quedó impresionado con «la exactitud con la que la música de Harrison ilustró y mejoró las imágenes en la pantalla» y le solicitó que trabajase en la banda sonora de Zachariah, su siguiente proyecto cinematográfico. Aunque declinó la oferta, Harrison volvió a trabajar en el cine grabando música incidental para Little Malcom, una película producida por Apple Films, antes de contribuir a bandas sonoras de HandMade Films como Time Bandits y Shanghai Surprise durante la década de 1980.
El autor Robert Rodríguez escribió que la música cinematográfica de Wonderwall le permitió a Harrison «sacar la música india de su sistema». Después de participar en la filmación del documental Raga de Ravi Shankar en junio de 1968, abandonó temporalmente el estudio del sitar para centrarse de nuevo en la guitarra. Sin embargo, su interés por la música oriental continuó manteniéndose durante su carrera en solitario: el propio músico citó las sesiones de Bombay como inspiración durante el Music Festival from India, su siguiente colaboración con Shankar, y la posterior gira conjunta de ambos por los Estados Unidos a finales de 1974.

## Diseño de portada

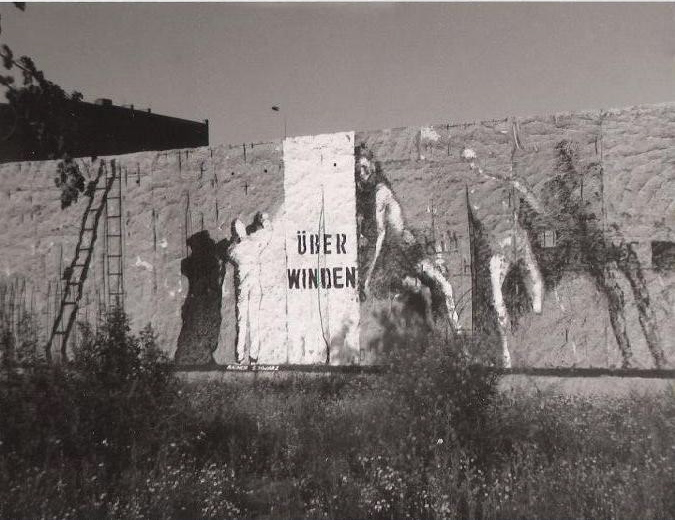
La contraportada de Wonderwall Music incluyó una fotografía de un trozo del muro de Berlín.

La portada de Wonderwall Music incluyó una pintura del artista estadounidense Bob Gill imitando el estilo surrealista de René Magritte. La pintura muestra a un hombre vestido de traje «separado por una pared enorme de ladrillo rojo de un grupo de felices doncellas indias bañándose», tal y como lo describió Spizer. Derek Taylor, jefe de prensa de Apple Corps, recordó sobre el trabajo de Gill: «Fue una pintura bonita, pero no tenía la esencia de la esperanza». A pesar de la negativa inicial de Gill, Harrison pidió al artista que quitase un ladrillo de la pared, ya que el músico consideraba importante «dar al compañero del otro lado una oportunidad, al igual que el personaje de Jack MacGowran tuvo una oportunidad en la película».
Para la contraportada, Harrison escogió una fotografía del muro de Berlín que los diseñadores John Kelly y Alan Aldridge manipularon y reflejaron para representar una esquina. Taylor describió el resultado como innovador para su tiempo, con el muro hecho para parecer «orgulloso y fuerte como la proa de un barco». El interior del álbum fue diseñado de modo que la cara posterior apareciera volteada en relación con la parte delantera. En los Estados Unidos, algunos ejemplares de la edición original en vinilo incluyeron la fotografía del muro de Berlín impresa como portada. La funda interna del LP incluyó también una fotografía en blanco y negro de Harrison tomada por Astrid Kirchherr, amiga de The Beatles desde la estancia del grupo en Hamburgo a comienzos de la década de 1960.

## Publicación
Apple Records planeó originalmente el lanzamiento de Wonderwall Music en agosto de 1968 para coincidir con la inauguración de la compañía discográfica. Como resultado, porciones de «Ski-ing», «Cowboy Music» y «Wonderwall to Be Here» fueron incluidas en Apple, una película diseñada para promocionar la nueva empresa en conferencias internaciones de EMI. Sin embargo, su lanzamiento fue retrasado hasta noviembre, varias semanas después de la publicación del álbum The Beatles. La fecha de publicación final fue el 1 de noviembre de 1968 en Gran Bretaña, con número de catálogo SAPCOR 1, y el 2 de diciembre en Norteamérica, con número de catálogo ST 3350.
La promoción de Wonderwall Music consistió en publicidad impresa que incluyó un anuncio a página completa en la edición del 14 de diciembre de la revista Billboard. El anuncio superponía el muro de la portada del álbum sobre una foto de Harrison. A pesar de la promoción, Wonderwall Music no entró en la lista de discos más vendidos del Reino Unido, pero sí logró alcanzar el puesto 49 en la estadounidense Billboard 200 y mantenerse dos semanas en ella durante el mes de marzo de 1969. En las listas elaboradas por las revistas Cashbox y Record World, el álbum también llegó a los puestos 39 y 33 respectivamente. Wonderwall Music entró también en el top treinta de la lista canadiense RPM Albums Chart y llegó a la posición 22 de la lista de discos más vendidos de Alemania Occidental.

## Recepción
En su crítica para la revista Rolling Stone, Mikal Gilmore describió Wonderwall Music como «una banda sonora para una película raramente vista, aunque la música de Harrison es inventiva y el álbum se mantiene entre sus mejores trabajos». Mac Randall, editor del libro The Rolling Stone Album Guide, otorgó al álbum dos estrellas y media sobre un total de cinco y lo definió, junto a Electronic Sound, como «interesante, aunque solo para aficionados establecidos». Por otra parte, autores como Chip Madinger y Mark Easter opinaron que «la mezcla de los dos estilos lo convierte en una experiencia auditiva muy interesante», mientras que Peter Lavezzoli lo describió «un popurrí con encanto de sonidos indios y occidentales». El biógrafo Chris Ingham lo consideró «una secuencia atractiva de viñetas de la India y del pop que ha aguantado bastante mejor que la propia película». Robert Rodríguez escribió que «el rango explorado incluso dentro de las pautas occidentales fue sorprendente», y agregó que «los temas indios también fueron bastante variables estilísticamente, mostrando a los oyentes de mente abierta que había más música del país aparte de sitars tañendo y tablas retumbantes».
Años después de su publicación, en una reseña retrospectiva, Richard Ginell de Allmusic escribió: «Con la influencia subcontinental ahora firmemente en el asiento del conductor, el resultado es sobre todo entregado a los drones solemnes y atmosféricos de la música de la India. Sin embargo, en su conjunto, es una mezcolanza musical fascinante pero delgada de sonido de Oriente y Occidente, todo casualmente yuxtapuesto o superpuesto sin cuidado en el mundo... Ésta y la segunda publicación experimental de Harrison, Electronic Sound, demostraron sin duda que encasillar a este beatle era una cosa peligrosa». Con motivo de su reedición en 1992, la revista Musician comentó: «De todo el esoterismo relacionado con The Beatles, esta banda sonora de 1968 es uno de los tesoros más selectos... un tapiz de rueda libre de música y sonido... un viaje mental con una mente propia», mientras que Billboard lo calificó como una «reedición vital» y lo describió como «una secuencia a menudo encantadora de diecinueve temas armoniosos y un regalo intrigante del reflexivo beatle».
Simon Leng consideró Wonderwall Music como un «compañero de espíritu» del álbum de Bill Evans Conversations with Myself, debido a la sobregrabación de instrumentos principales en algunas de las piezas indias, y comentó sobre la significancia de que Harrison grabase en la India: «Ahora había tres beatles que sostenían visiones artísticas firmes. El grupo comenzaba a titubear en serio». Leng alabó en particular la canción «Dream Scene», la cual describió como «un viaje musical de ácido que rivaliza con cualquier cosa del Sgt. Pepper's». Por otra parte, Ian Iglis vio Wonderwall Music como «una colección segura y variada de la música que complementa perfectamente con la yuxtaposición de lo exótico y lo común que representa la película de Massot». Entre los temas que el autor destaca como trascendentales por su rol en la banda sonora, describió «Microbes» como «un bello ejemplo de la habilidad de Harrison para crear paisajes sonoros tristes, melancólicos y anhelantes» y «Greasy Legs» como «una composición delicada y encantadora». El autor concluyó su crítica comentando: «Ofrece un resumen fascinante de los innumerables patrones de actividad musical cuyas fusiones estimularon el crecimiento de escenas psicodélicas, progresivas y underground a finales de la década de 1960, y es un momento clave en el desarrollo de su preparación para la vida después de The Beatles».
En la década de 1980, el propio Harrison fue autocrítico Wonderwall Music, en particular con la música occidental grabada, a la que calificó como «un montón de horribles temas de melotrón y una sirena de policía». Según comentó Massot en una entrevista con Spencer Leigh para BBC Radio, el compositor Quincy Jones describió en una ocasión Wonderwall Music como «la mejor banda sonora que había oído».

## Influencia y legado cultural

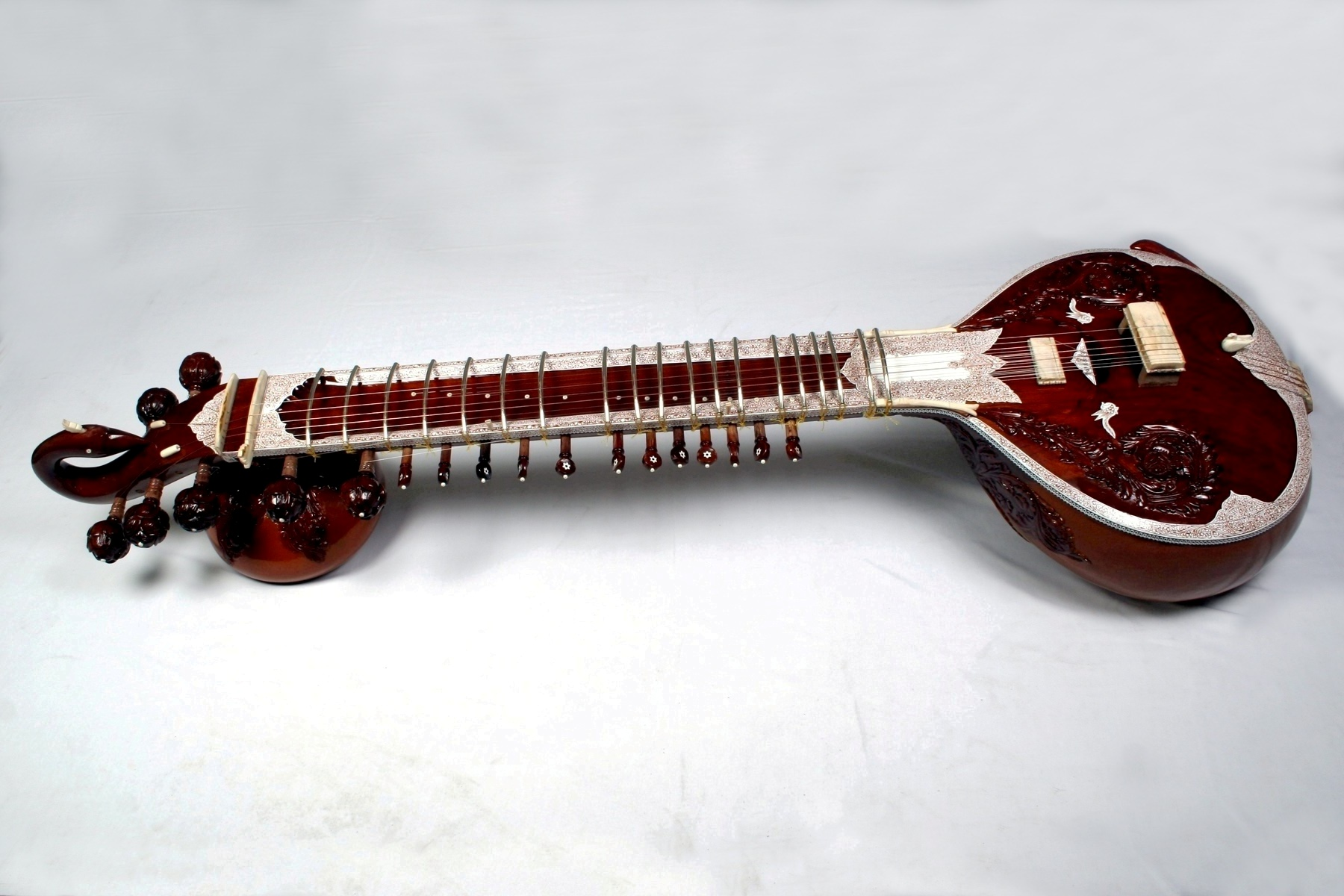
Wonderwall Music introdujo en Occidente instrumentos clásicos indios como el surbahar.

El biógrafo Simon Leng escribió que Wonderwall Music situó a Harrison como «un pionero en la fusión de la música mundial», mientras que Madinger y Easter lo describieron como «un ejemplo temprano de lo que eventualmente se conocería como world music: la mezcla entre música occidental con otros tipos de todo el mundo». En su libro The Dawn of Indian Music in the West, Lavezzoli consideró al músico una figura principal en la introducción de la música clásica de India al público occidental, junto a Yehudi Menuhin y John Coltrane, así como uno de los músicos de rock más responsables en la popularización de la música del mundo, al igual que Paul Simon, Peter Gabriel y Mickey Hart. En un artículo para la revista Mojo, Michael Simmons comentó que Wonderwall Music «sigue siendo una mezcla ambiciosa e innovadora entre Bombay y Londres».
Clayson destacó también la influencia del álbum en grupos britpop de la década de 1990 como Oasis, Supergrass y Ocean Colour Scene. En este sentido, el primero se basó en el título del álbum para escribir la canción «Wonderwall». Al igual que Clayson, Ingham observó otro ejemplo de la influencia de Wonderwall Music en el sonido de Kula Shaker, quien también adoptó influencias líricas de la obra de Harrison. Al respecto, el sencillo «Govinda» compartió título con una canción producida por Harrison para The Radha Krishna Temple, mientras que su cara B, «Gokula», usó un riff de guitarra idéntico al de «Ski-ing».

## Reediciones
Después de haber estado descatalogado desde mediados de la década de 1970, Apple Records remasterizó y editó Wonderwall Music por primera vez en CD en junio de 1992 como parte de una campaña de reediciones del catálogo de la compañía discográfica. El libreto que acompañó al disco incluyó notas escritas por Derek Taylor, agente de prensa de Apple, así como fotogramas de la película Wonderwall y una fotografía inédita de Harrison trabajando con músicos indios en 1968. Madinger y Easter señalaron que el libreto continuó presentando las canciones «Glass Box» y «On the Bed» en un orden alterado e incluyendo errores en los créditos.
En noviembre de 1997, Massot preparó una nueva versión de Wonderwall que omitió muchas de las pistas musicales presentes en la película original pero no en la banda sonora. En su lugar, repitió temas como «Ski-ing» y «Cowboy Music» en diferentes puntos de la película. Durante la preparación de la nueva versión de Wonderwall, Harrison suministró a Massot una cinta con varias piezas grabadas durante las sesiones originales y descubrió «In the First Place», un tema grabado por The Remo Four que había permanecido inédito hasta la fecha. Tras ser incorporada a la nueva versión del largometraje, «In the First Place» fue publicada como un sencillo de The Remo Four en enero de 1999, con Harrison acreditado únicamente como productor.
Varios segmentos de «Ski-ing» y «Party Seacombe» fueron también utilizados en el documental de Martin Scorsese George Harrison: Living in the Material World, estrenado en 2011. En marzo de 2014, la banda sonora completa fue publicada en DVD como parte de una edición de coleccionista de Wonderwall. En septiembre del mismo año, Wonderwall Music fue nuevamente remasterizado y reeditado como parte de The Apple Years 1968-75, una caja recopilatoria que incluyó los seis discos de estudio de Harrison publicados con Apple Records. La reedición de Wonderwall Music incluyó tres temas extra: una canción inédita, «Almost Shankara», una toma alternativa instrumental de «The Inner Light» y el tema «In the First Place» de The Remo Four.

## Lista de canciones
Todas las canciones escritas y compuestas por George Harrison excepto donde se anota. 
| Cara A |                     |          |  |
| N.º    | Título              | Duración |  |
| 1.     | «Microbes»          | 3:42     |  |
| 2.     | «Red Lady Too»      | 1:56     |  |
| 3.     | «Tabla And Pakavaj» | 1:05     |  |
| 4.     | «In The Park»       | 4:08     |  |
| 5.     | «Drilling a Home»   | 3:08     |  |
| 6.     | «Guru Vandana»      | 1:05     |  |
| 7.     | «Greasy Legs»       | 1:28     |  |
| 8.     | «Ski-ing»           | 1:50     |  |
| 9.     | «Gat Kirwani»       | 1:15     |  |
| 10.    | «Dream Scene»       | 5:26     |  |

| Cara B |                         |          |  |
| N.º    | Título                  | Duración |  |
| 11.    | «Party Seacombe»        | 4:34     |  |
| 12.    | «Love Scene»            | 4:17     |  |
| 13.    | «Crying»                | 1:15     |  |
| 14.    | «Cowboy Music»          | 1:29     |  |
| 15.    | «Fantasy Sequins»       | 1:50     |  |
| 16.    | «Glass Box»             | 2:22     |  |
| 17.    | «On The Bed»            | 1:05     |  |
| 18.    | «Wonderwall To Be Here» | 1:25     |  |
| 19.    | «Singing Om»            | 1:54     |  |

| Temas extra (reedición de 2014) |                                                  |          |  |
| N.º                             | Título                                           | Duración |  |
| 20.                             | «In the First Place» (Colin Manley, Tony Ashton) | 3:16     |  |
| 21.                             | «Almost Shankara»                                | 5:00     |  |
| 22.                             | «The Inner Light»                                | 3:42     |  |

## Personal
| - George Harrison: piano, melotrón, guitarra eléctrica, guitarra acústica y orquestación. - John Barham: piano, fliscorno, armonio y orquestación. - Colin Manley: guitarras acústica y eléctrica y steel guitar. - Tony Ashton: tack piano y órgano. - Philip Rogers: bajo. - Roy Dyke: batería. - Tommy Reilly: armónica. - Eric Clapton: guitarra eléctrica. - Ringo Starr: batería. - Big Jim Sullivan: bajo. - Peter Tork: banjo. - The Fool: flauta y lengüeta. | - Aashish Khan: sarod. - Mahapurush Misra: tabla y pakhawaj. - Sharad Ghosh: shehnai. - Hanuman Jadev: shehnai. - Shambu Das: sitar. - Indril Bhattacharya: sitar. - Shankar Ghosh: sitar. - Chandra Shekhar: surbahar. - Shivkumar Sharma: santoor. - S. R. Kenkare: bansuri. - Vinayak Vora: tar shehnai. - Rijram Desad: armonio y tabla tarang. |

## Posición en listas
| País           | Lista                | Posición |
| -------------- | -------------------- | -------- |
| Alemania       | Media Control Charts | 22       |
| Canadá         | RPM Albums Chart     | 30       |
| Estados Unidos | Billboard 200        | 49       |
| Estados Unidos | Cashbox              | 39       |
| Estados Unidos | Record World Chart   | 33       |